# Palla decius
Palla decius är en fjärilsart som beskrevs av Pieter Cramer 1777. Palla decius ingår i släktet Palla och familjen praktfjärilar. Inga underarter finns listade i Catalogue of Life.

## Bildgalleri

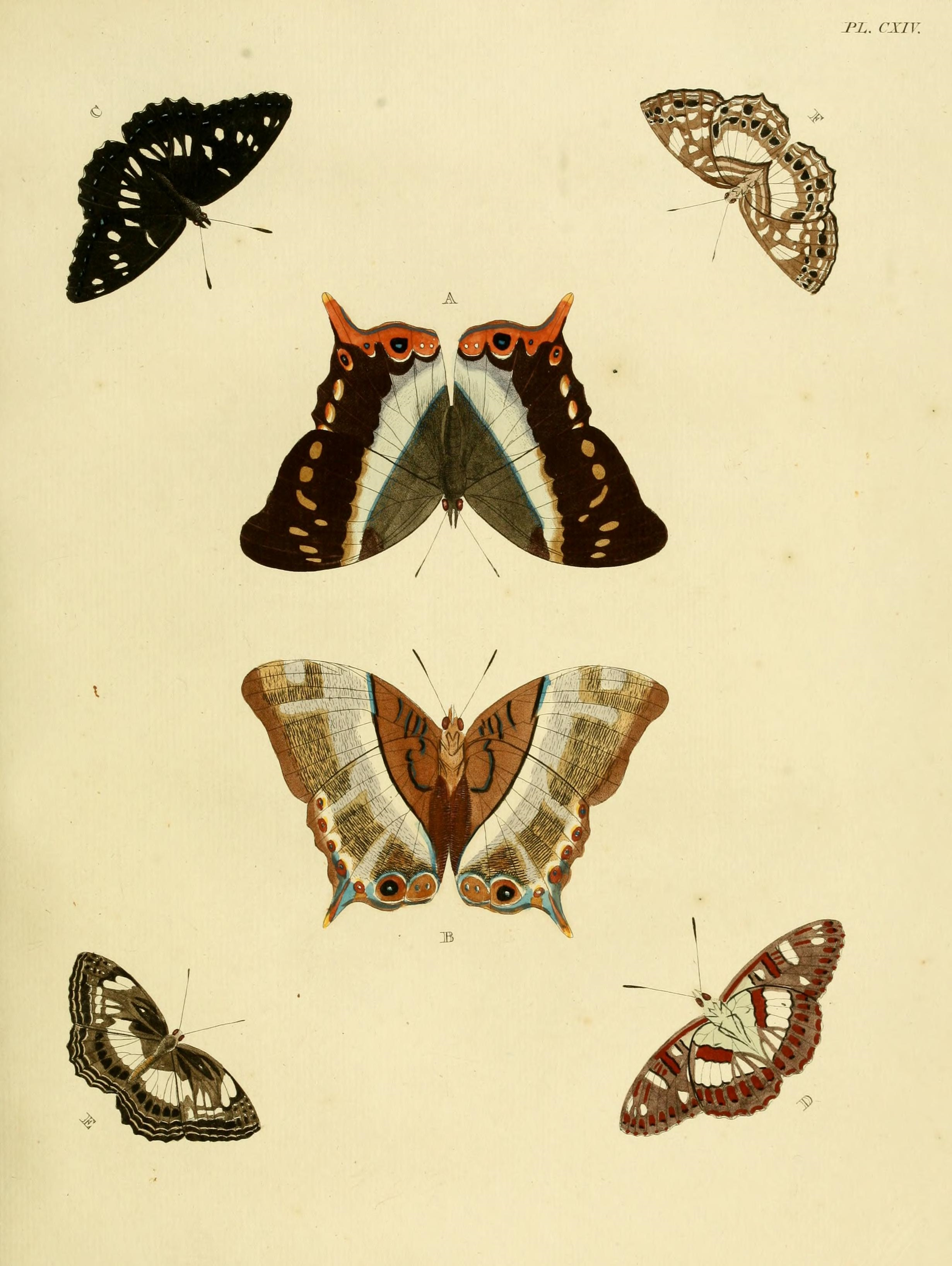
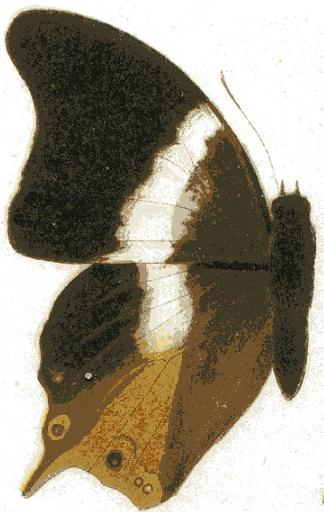
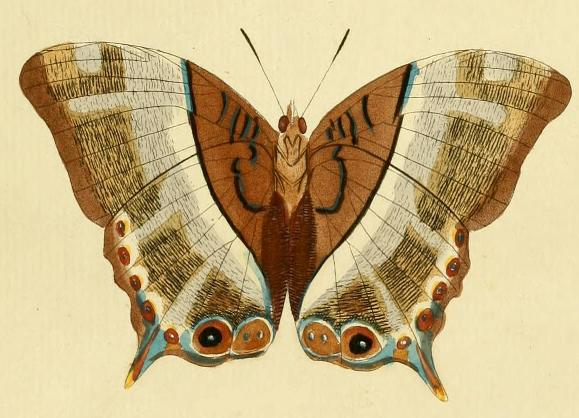